# Кастильфале
Кастильфале (ісп. Castilfalé) — муніципалітет в Іспанії, у складі автономної спільноти Кастилія-і-Леон, у провінції Леон. Населення — 91 особа (2010).
Муніципалітет розташований на відстані близько 250 км на північний захід від Мадрида, 44 км на південь від Леона.

## Демографія
Динаміка населення (INE ):